# هيئة جودة التعليم والتدريب (البحرين)
هيئة جودة التعليم والتدريب، سابقاُ (الهيئة الوطنية للمؤهلات وضمان جودة التعليم والتدريب) هي هيئة حكومية لضمان جودة التعليم في مملكة البحرين. كجزء من مشروع إصلاح التدريب هي مبادرة من ولي العهد الأمير سلمان بن حمد آل خليفة لضمان نوعية التعليم على جميع المستويات داخل مملكة البحرين. أنشئت الهيئة بالمرسوم الملكي رقم 32 لسنة 2008 والمعدل بالمرسوم الملكي رقم 6 لعام 2009. وفي أحكام المادة (4) من المرسوم يشير إلى إعادة النظر في نوعية أداء مؤسسات التعليم والتدريب في ضوء المؤشرات الإرشادية التي وضعتها السلطة. المطلوب من الهيئة تقديم تقارير سنوية عن حالة التعليم في المملكة للسلطة. وهذا يشمل النتائج فضلا عن التحسينات التي حدثت نتيجة أنشطة الهيئة. هيئة ضمان الجودة هي هيئة مستقلة تتكون من مجلس إدارة وتخضع لسلطة نائب رئيس مجلس الوزراء خالد بن عبد الله آل خليفة. تم إنشاء أربع وحدات داخل هيئة ضمان الجودة: وحدة مراجعة المدارس ووحدة مراجعة الأداء المهني ووحدة مراجعة أداء مؤسسات التعليم العالي ووحدة الامتحانات الوطنية. هيئة ضمان الجودة هي عضو في الشبكة العربية لضمان الجودة في التعليم العالي.

## وحدة مراجعة أداء المدارس
وحدة مراجعة أداء المدارس هي المسئولة عن تقييم وإعداد التقارير عن نوعية التعليم وتطبيق معايير النجاح ونشر أفضل الممارسات وتقديم توصيات لتحسين المدارس. الوحدة تطلب من كل مدرسة تقديم خطة عمل ومراجعة ما بعد الزيارة من قبل الوزارة. خطة العمل يجب أن تستلم قبل 6 أسابيع من تقرير الاستعراض. يتعين على وزارة التربية والتعليم دعم ورصد التحسن.

## وحدة مراجعة الأداء المهني
تحدد وحدة مراجعة الأداء المهني نقاط القوة ومجالات التحسين في مؤسسات التعليم والتدريب المهني وتركز على الإنجاز وخبرة المتعلمين وتوصي بكيفية التصدي لنقاط الضعف وتشجع على تحسين ثقافة التقييم الذاتي والمساءلة بين مقدمي الخدمات وتنتشر أفضل الممارسات وتقدم المشورة بشأن السياسات لأصحاب المصلحة الرئيسيين.

## وحدة مراجعة أداء مؤسسات التعليم العالي
وحدة مراجعة أداء مؤسسات التعليم العالي تجري استعراضات في ترتيبات ضمان الجودة في مؤسسات التعليم العالي وتحدد المجالات التي تحتاج إلى تحسين ومناطق القوة وتجري مراجعة البرامج داخل مؤسسات التعليم العالي وتضمن أن مقدمي التعليم العالي مسائلين علنا. يلزم مقدمي الخدمات تقديم خطط التحسين إلى الوحدة بثلاثة أشهر بعد نشر التقارير التي تتناول النتائج التي توصلت إليها من تقارير الاستعراض بصرف النظر عما إذا كان الاستعراض حول ترتيبات ضمان الجودة في المؤسسة ككل أو بشأن برنامج معين.

## وحدة الامتحانات الوطنية
وحدة الامتحانات الوطنية هي المسؤولة بشكل مستقل وعلى الصعيد الوطني فحص المواد الأساسية الأربعة الرياضيات والعلوم واللغة العربية واللغة الإنجليزية في الصفوف 3 و 6 و 9 لتقييم التعلم المقدم في المنهج الوطني ونشر المعلومات عن الطالب والطبقة والأداء المدرسي وإنشاء وتنفيذ متطلبات الفحص للصف 12 والعمل مع مختلف الجهات المعنية لتحسين التعليم في البحرين.